# Carmen Gloria Arroyo
Carmen Gloria Arroyo García (Santiago, 28 de julio de 1965) es una abogada y presentadora de televisión chilena, conocida por haber sido conductora y juez árbitro del programa de Chilevisión La jueza (2007-2017) y por enfrentar judicialmente el Caso Spiniak.

## Carrera profesional

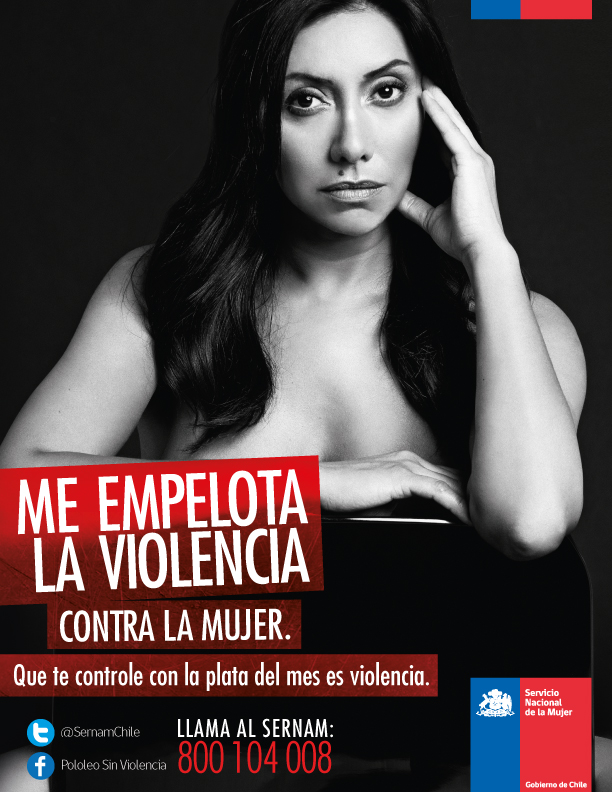
En 2013, Arroyo fue parte de una campaña gubernamental contra la violencia hacia la mujer.

Tiene estudios de secretariado e inglés, técnico en seguros y licenciatura en ciencias sociales en la Universidad La República. Posteriormente estudió licenciatura en ciencias jurídicas y sociales en la Universidad del Desarrollo (como parte del estudiantado que convalidó su título profesional desde la Universidad Las Condes cuando esta quebró), titulándose de abogada. Posee un postítulo en derecho penal general en la misma casa de estudios. Su especialización es en responsabilidad médica y responsabilidad por daños y derecho de familia. Además es miembro de la Asociación de Abogados de Familia.  
Su carrera de abogada alcanzó notoriedad pública al asumir la complicada misión de defender a Rodrigo Orias Gallardo y a Gema Bueno, en el Caso Spiniak. Fue en ese entonces que comenzó su relación con la televisión, al ser invitada en varias oportunidades como panelista del programa El termómetro de Chilevisión.
Posteriormente su carrera profesional se vuelca a la defensa y entrega de soluciones en casos de derecho de familia y civiles, en el programa televisivo La jueza, programa licencia de Caso cerrado en Chile, donde aplica la mediación en casos sociales. Lo anterior, de forma paralela a la defensa privada de casos en el área del derecho de familia.
La jueza fue emitida diariamente desde 2007 hasta 2017 por Chilevisión, primero en las mañanas y luego pasando a la tarde. En esta señal donde también asumió otros cargos y condujo varios programas, destacando el matinal La mañana de Chilevisión junto a Ignacio Gutiérrez. A fines de 2017, Chilevisión despide a Carmen y esta emigra a Televisión Nacional de Chile donde conduce Carmen Gloria a tu servicio, programa similar a La jueza, pero a diferencia de este último, Carmen Gloria a tu servicio es una versión libre. El programa se estrenó el 4 de junio de 2018.
También conduce el programa radial Superados de FM Tiempo.

## Vida personal
Carmen Gloria Arroyo tiene tres hijos. Desde 2012 es pareja del modelo argentino Bernardo Borgeat. El 16 de agosto de 2025 tras doce años de relación, Arroyo y Borgeat contrajeron matrimonio.

## Trayectoria televisiva
| Año           | Programa                                             | Rol                                            | Canal        |
| ------------- | ---------------------------------------------------- | ---------------------------------------------- | ------------ |
| 2003          | El termómetro                                        | Panelista                                      | Chilevisión  |
| 2007-2017     | La jueza                                             | Animadora                                      | Chilevisión  |
| 2008          | Mi verdad                                            | Animadora                                      | Chilevisión  |
| 2012          | Gente como tú                                        | Animadora                                      | Chilevisión  |
| 2012-2015     | La mañana de Chilevisión                             | Animadora / Panelista / Animadora Reemplazante | Chilevisión  |
| 2013          | XLIV Festival del Huaso de Olmué                     | Jurado                                         | Chilevisión  |
| 2013          | AR Prime                                             | Invitada                                       | Canal 13     |
| 2014          | Festival Internacional de la Canción de Viña del Mar | Jurado                                         | Chilevisión  |
| 2014          | La Jueza Prime                                       | Animadora                                      | Chilevisión  |
| 2015          | Usted decide                                         | Animadora                                      | Chilevisión  |
| 2017          | Se busca                                             | Animadora                                      | Chilevisión  |
| 2018          | Muy buenos días                                      | Panelista                                      | TVN          |
| 2018-presente | Carmen Gloria a tu servicio                          | Animadora                                      | TVN          |
| 2020          | Festival Internacional de la Canción de Viña del Mar | Jurado                                         | Canal 13/TVN |